# شاين أوسوليفان
شاين أوسوليفان (بالإنجليزية: Shane O'Sullivan)‏ هو لاعب قذف أيرلندي، ولد في 5 نوفمبر 1985 في وترفورد في جمهورية أيرلندا.